# 9580 Tarumi
9580 Tarumi è un asteroide della fascia principale. Scoperto nel 1989, presenta un'orbita caratterizzata da un semiasse maggiore pari a 2,6668802 UA e da un'eccentricità di 0,1335623, inclinata di 4,01696° rispetto all'eclittica.